# Marcus Valerius Maximianus
Marcus Valerius Maximianus legátus, aki a markomann háborúk alatt Laugaricio (mai Trencsén) település melletti táborban 178/179-ben telelő II. légió speciális egységének parancsnoka volt. Ezen történetről a várszikla falán lévő trencséni római felirat tudósít. Eredetileg Poetovio (Ptuj) városában született. Sorsáról csak annyit tudunk, amit a neki állított szobor talapzata árul el az algériai Zana (Diana Veteranorum) városában. Ez alapján, szolgált a párthus háborúkban Lucius Verus alatt, ahol kitüntették, majd pannoniai légiókhoz került, mint a felderítő lovasok és hajók parancsnoka. Megölte a germán naristák főnökét Valao-t, amiért megkapta annak lovát, fegyverét és jelvényeit. 175-ben a lovasság prefektusaként részt vett Avidius Cassius felkelésének leverésében. Ezek után Moesia Inferior prokurátora lett, melynek során Macedonia és Trákia utonállóit is ráncba kellett szednie. Úgy tűnik Marcus Aurelius bizalmát élvezte, mivel ezek után Moesia Superior és Dacia Porolissensis prokurátora is lett, majd a szenátusba választották mint pretoriánus rangút. Ezek után több légiót vezényelt, többek között a trencséni feliraton szereplő segédcsapatokat is, mely sor példa nélküli. Commodus is kitüntette szolgálataiért a szarmata háborúban. Ezek után Numídia provincia helytartója lett. 186 körül konzul volt és a hálás polgárok szobrot emeltek számára. Halálának pontos ideje nem ismert és más ókori források sem említik, bár bizonyosnak látszik hogy korának kiemelkedő hadvezető szereplője volt. A talapzatot később egy bizánci templom alapjaiba építették be.